# 新雪谷積丹小樽海岸國定公園
新雪谷積丹小樽海岸國定公園（日语：／ Niseko-Shakotan-Otaru Kaigan Kokudei Kōen ），或譯二世谷積丹小樽海岸國定公園，為日本北海道西部靠日本海側的國定公園，是北海道內一有海域公園的地區（積丹半島、小樽海岸）。

## 地域

### 新雪谷地區
包含新雪谷安努普利、硫磺山、林多努普利、棲舍努普利、目國內岳、雷電山、岩內岳等新雪谷連峰為中心的1,000公尺級山群，神仙沼、大谷地等山地濕原，狐狗狸湖（コックリ湖）等火山性湖沼，與雷電海岸等海岸部。新雪谷在夏季適合登山、健行、露營等自然活動，冬季則是滑雪聖地。雷電海岸是夏季玩水與釣魚的地點之一。另外還有新雪谷溫泉鄉等溫泉地。羊蹄山則屬於支笏洞爺國立公園。

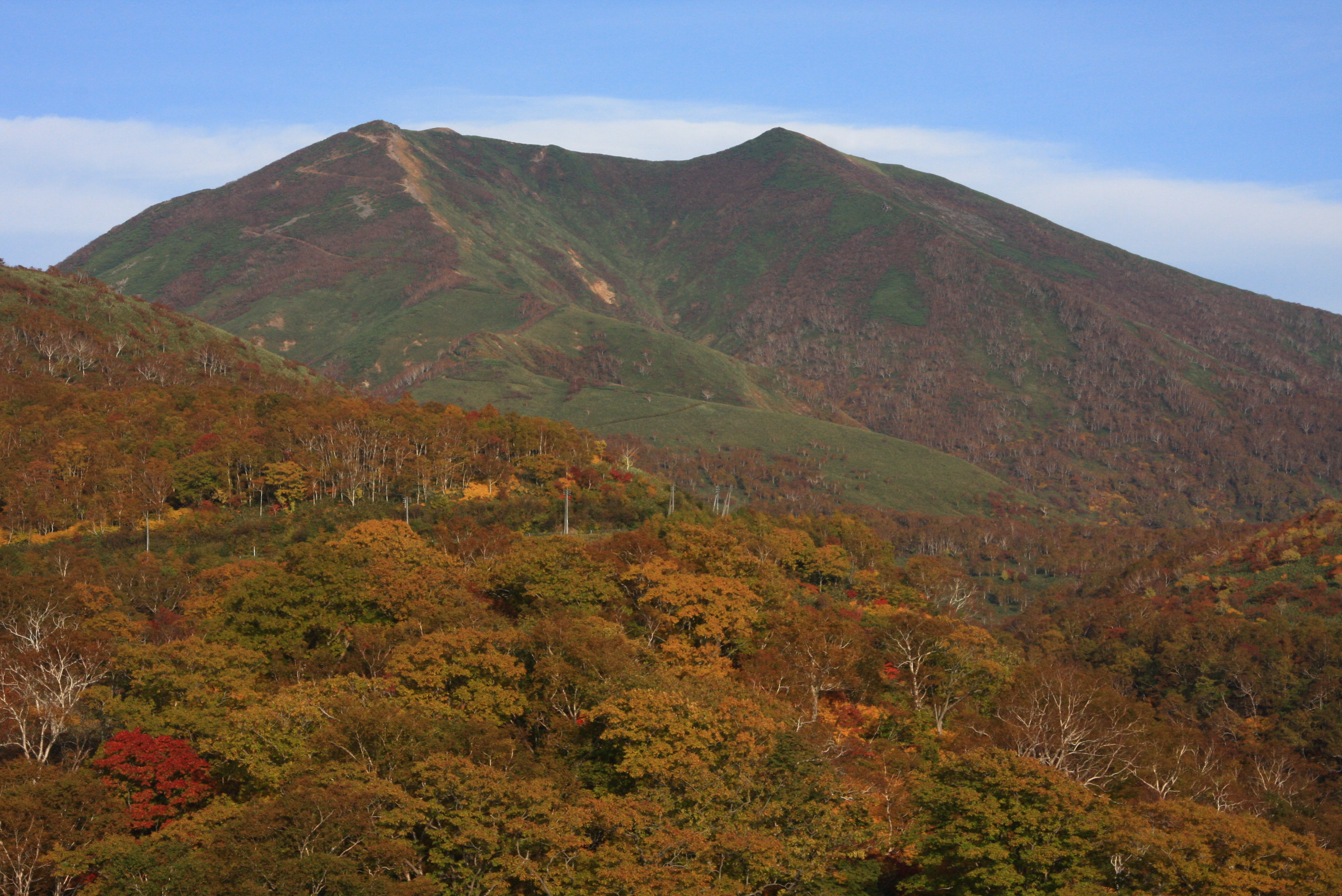
新雪谷安努普利（2011年10月）
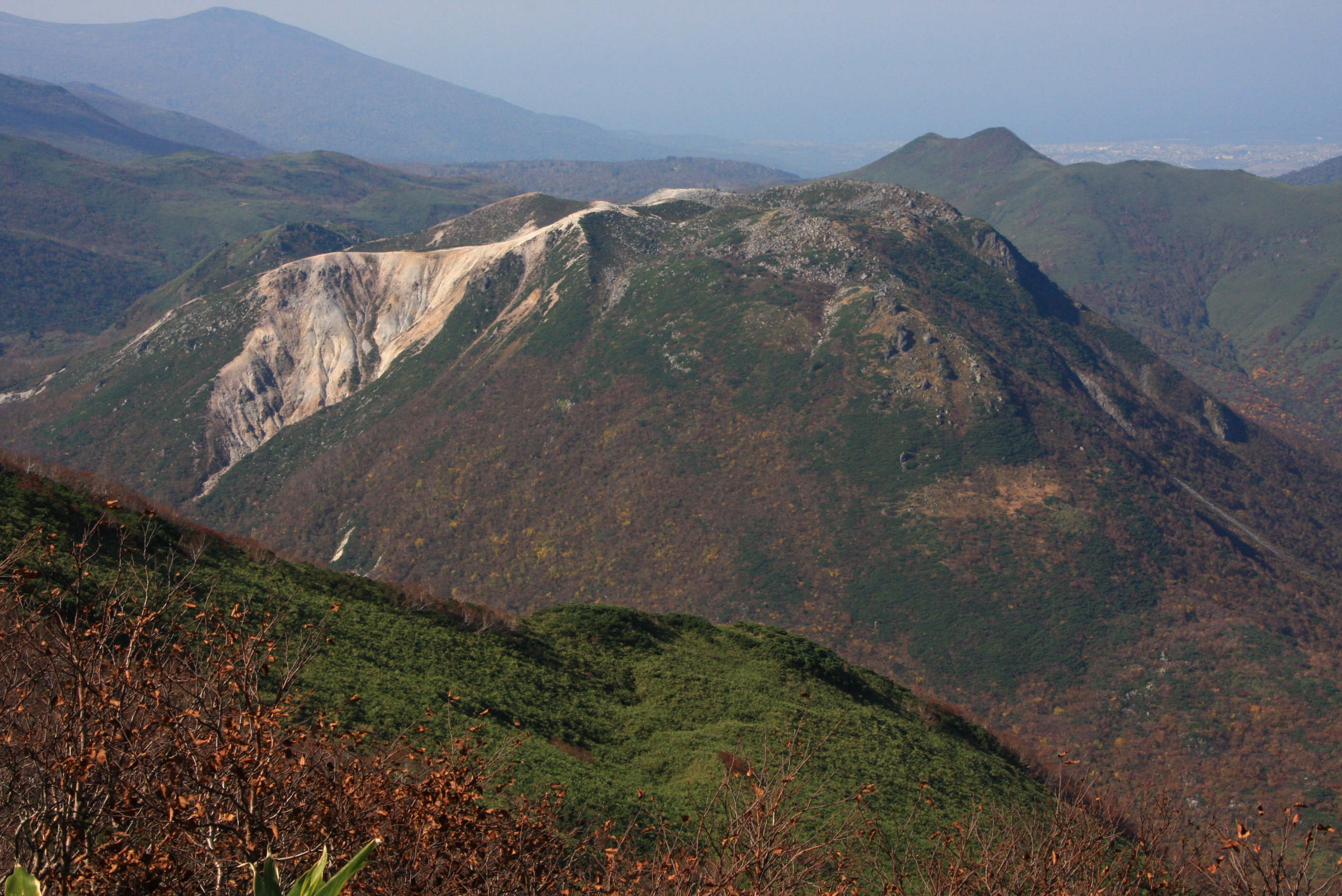
硫磺山（2011年10月）
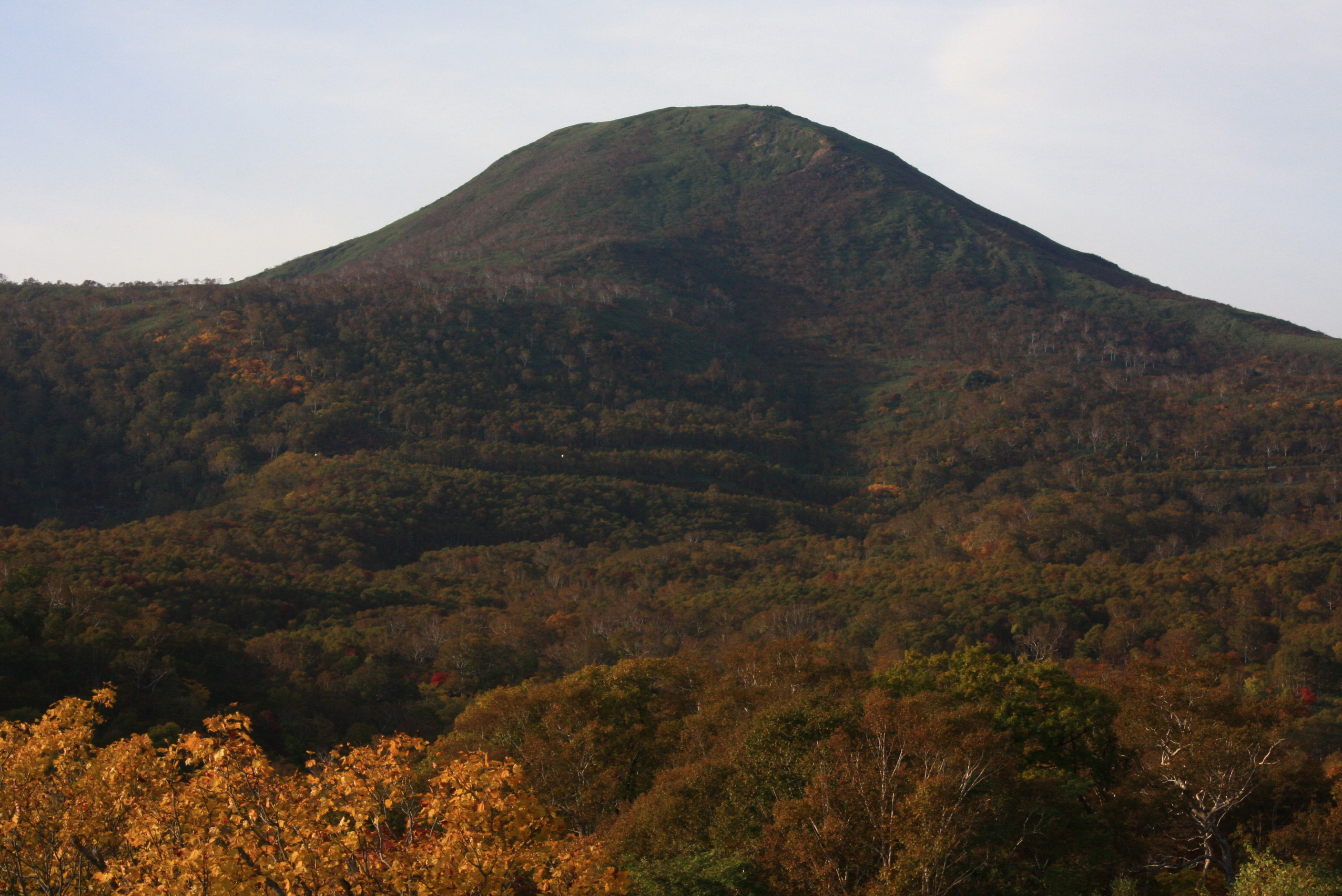
棲舍努普利（2011年10月）
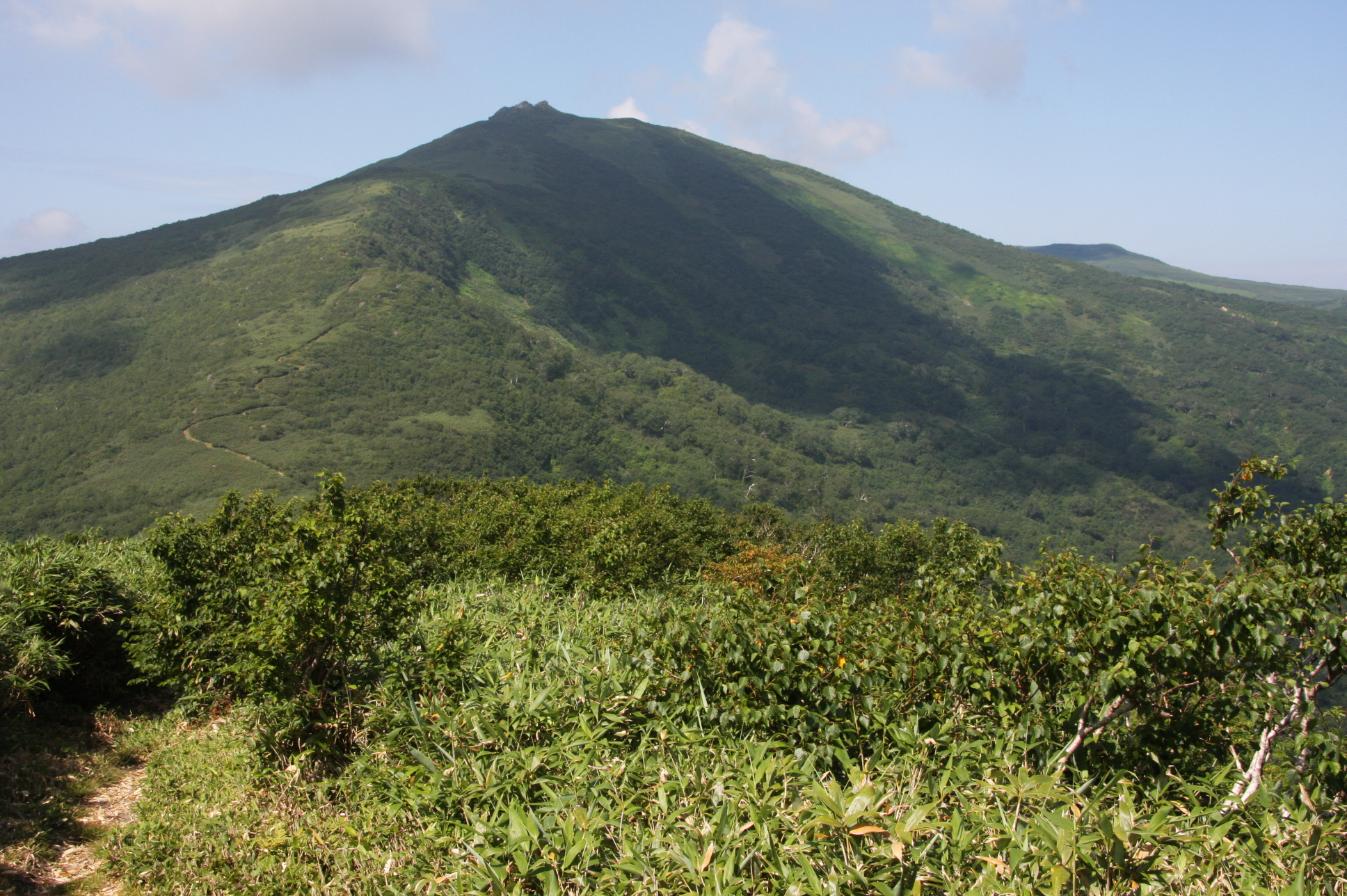
目國內岳（2011年9月）

### 積丹·小樽海岸地區
包含積丹半島、於多萠（オタモイ）、忍路、赤岩的海蝕崖與蠟燭岩等奇岩、積丹岬、神威岬、美矢之岬（ビヤノ岬）、小樽海岸周邊海中景觀（海中公園）。積丹半島與神威岬為北海道遺產。海域公園分為兩個地區。積丹半島海域公園地區包含積丹半島突出日本海的美矢之岬、積丹岬、神威岬等各周邊海域。該海域雖屬高緯度，但受到對馬海流的影響，可在海中同時見到溫帶性與亞寒帶性生物相。小樽海岸海域公園地區以於多萠為分界，西側海蝕崖發達。

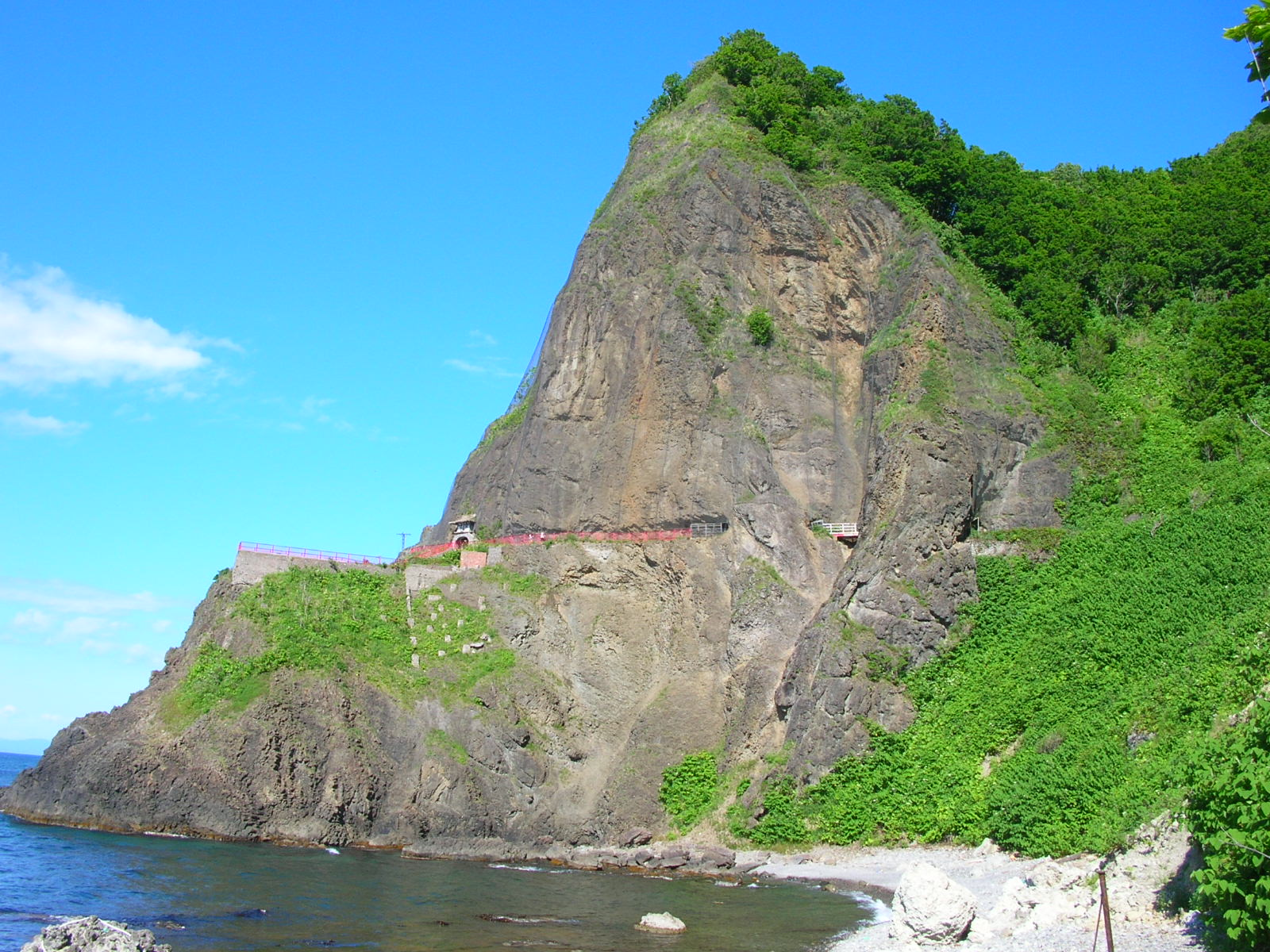
於多萠（2008年6月）
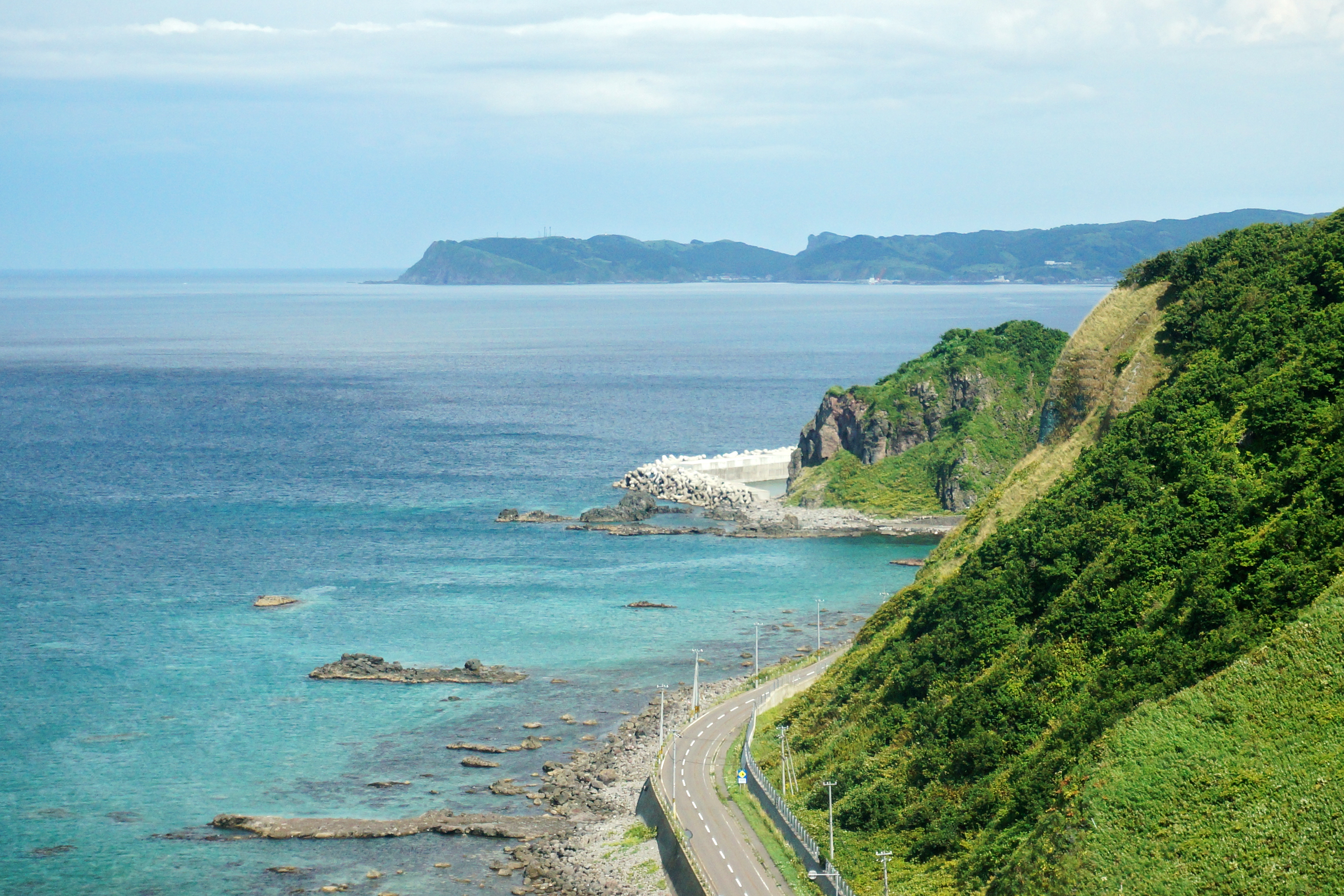
積丹岬（2013年8月）
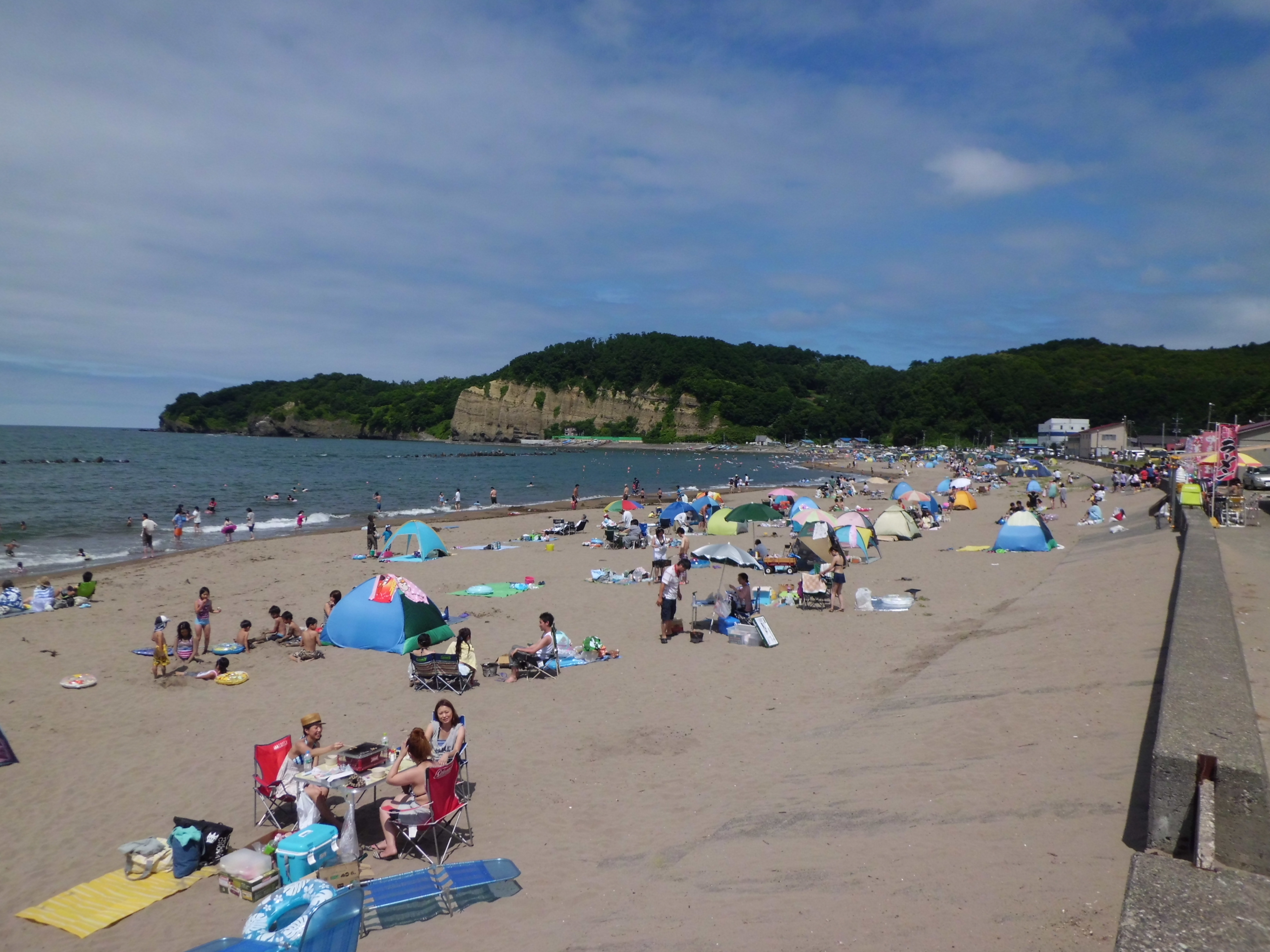
蘭島海水浴場（2013年8月）

## 自然
新雪谷連峰的山腰以樺木、色木槭與水楢等闊葉林為主，另有部分蝦夷松與庫頁冷杉。中腰大半是岳樺林地，地表則滿佈千島笹。山頂則有各種高山植物。大谷地一帶是林木賊在日本國內唯一的群落。積丹·小樽海岸地區的斷崖幾乎是光禿的土地，坡地部分則有色木槭等樺木類、水楢、槲樹、蝦夷接骨木（エゾニワトコ）等闊葉林，還有部分區域是笹類為主的草原。海濱有玫瑰、海濱山黧豆、濱繁縷、小濱菊（コハマギク）、蝦夷透百合等植物，以及別名忍路草的日本羅布麻（バシクルモン）。

## 主要景點
新雪谷地區
- 新雪谷安努普利
- 硫磺山
- 棲舍努普利
- 神仙沼
- 長沼
- 大沼
- 狐狗狸湖（コックリ湖）
- 新雪谷溫泉鄉（日语：ニセコ温泉郷）
- 新雪谷Panorama Line（北海道道66號岩內洞爺線）

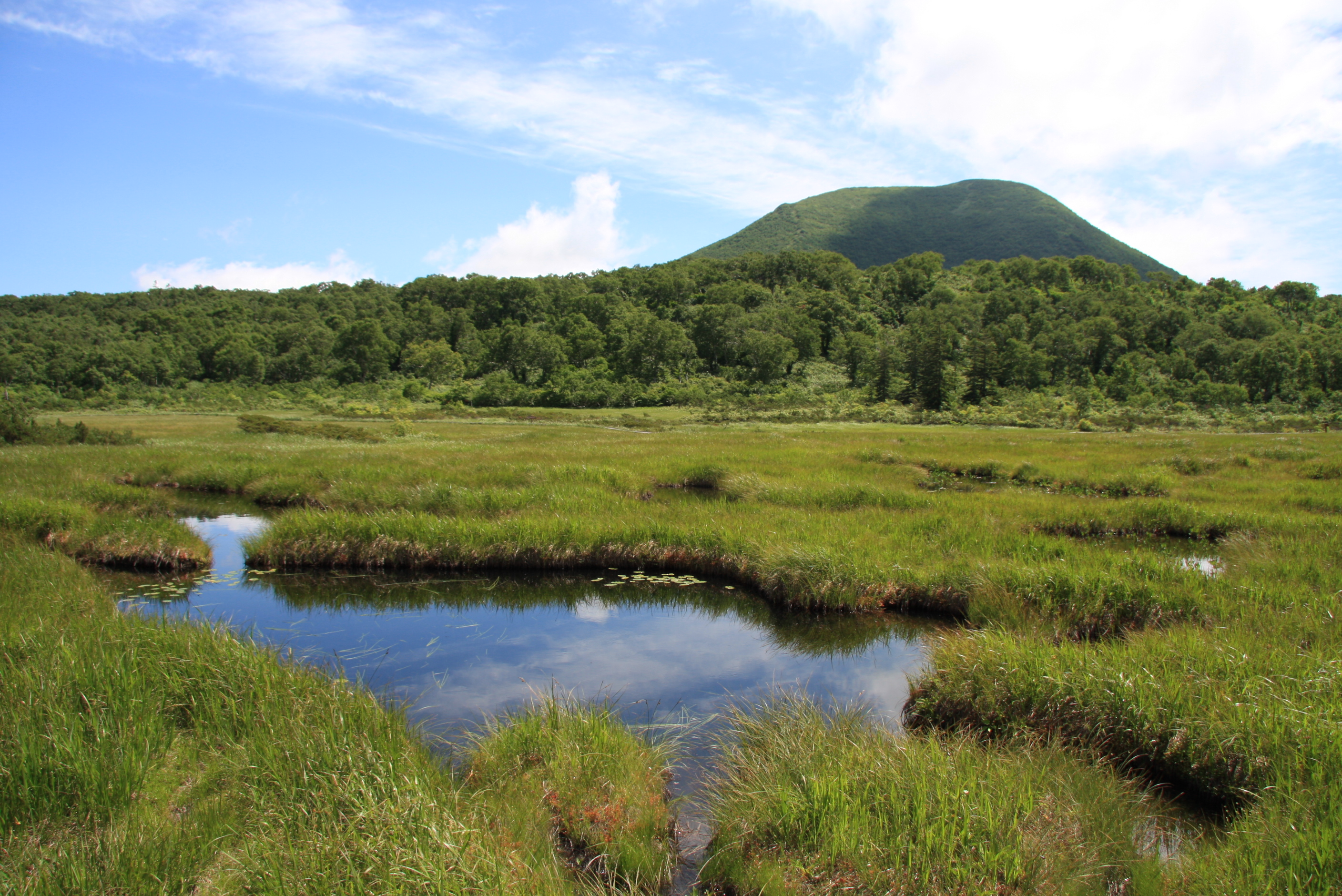
神仙沼濕原與棲舍努普利（2012年8月）
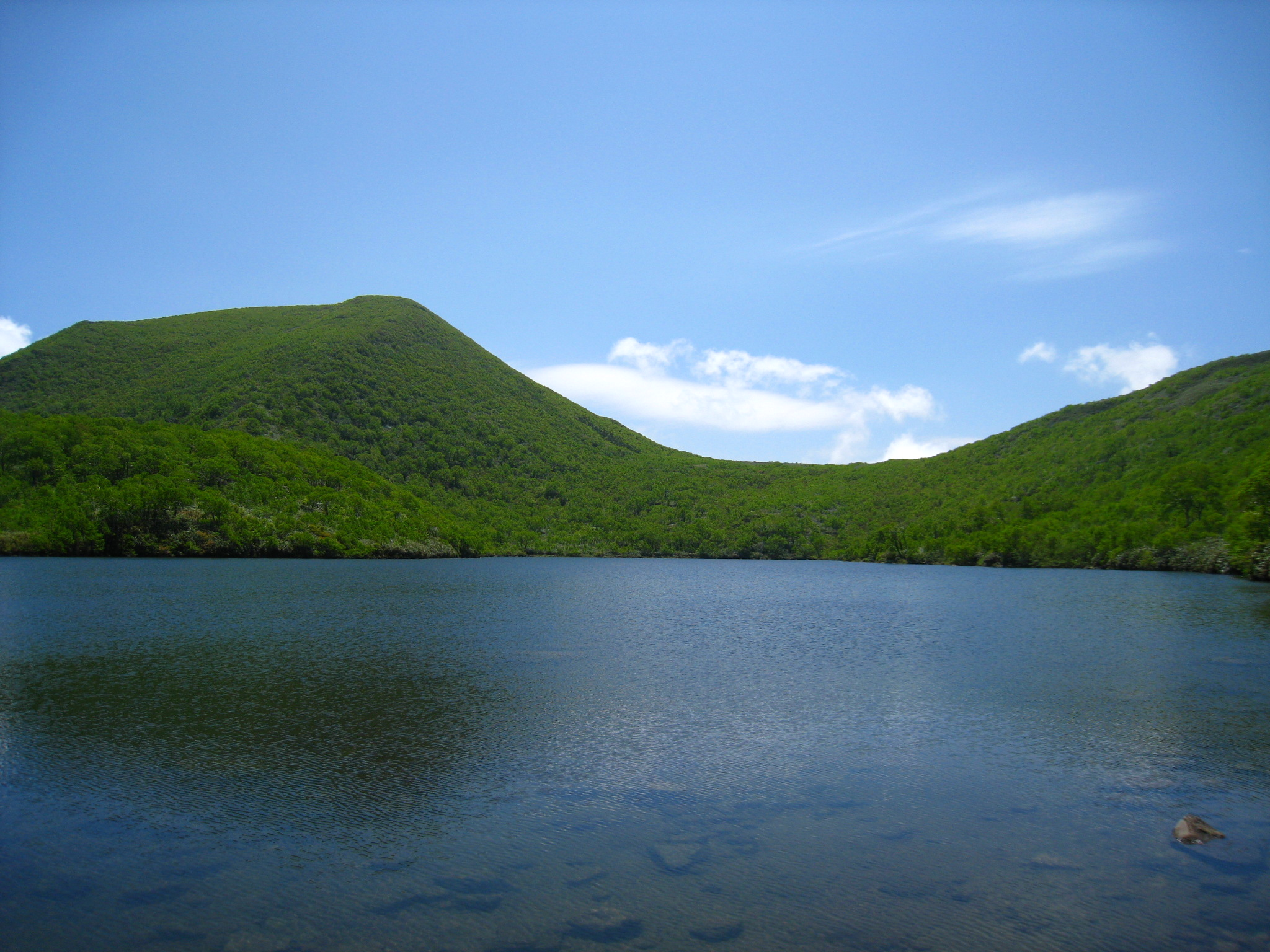
長沼（2008年6月）
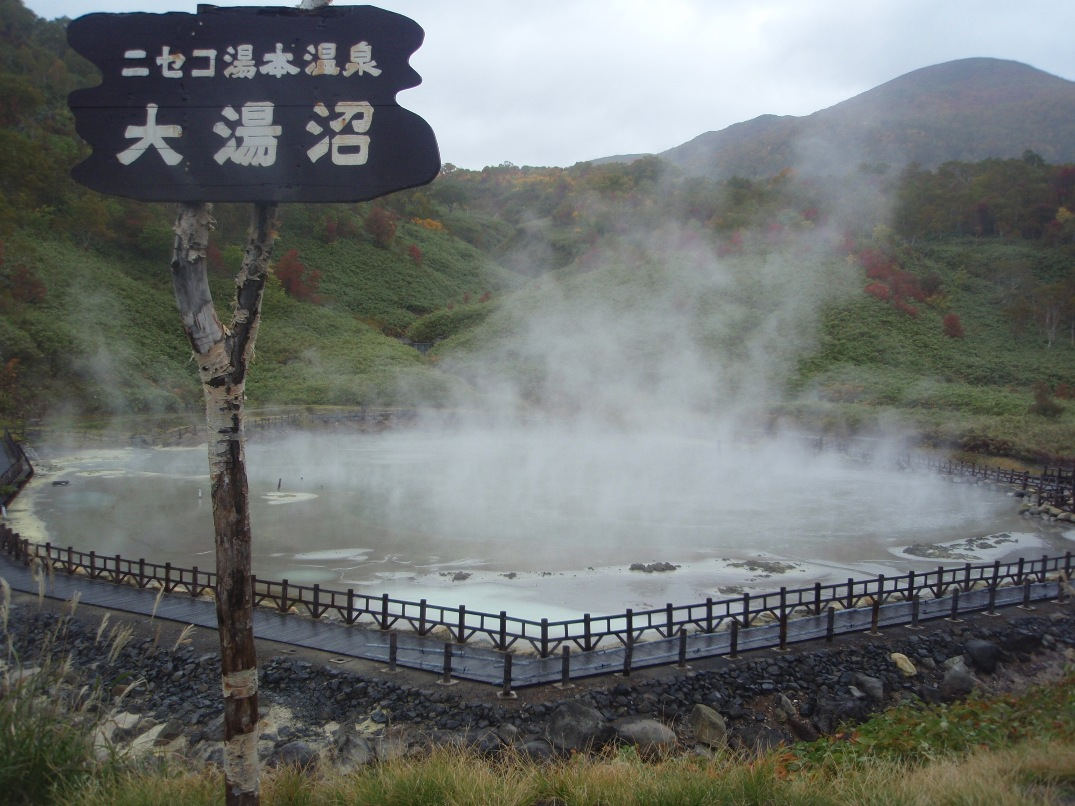
新雪谷湯本溫泉的大湯沼（2007年）
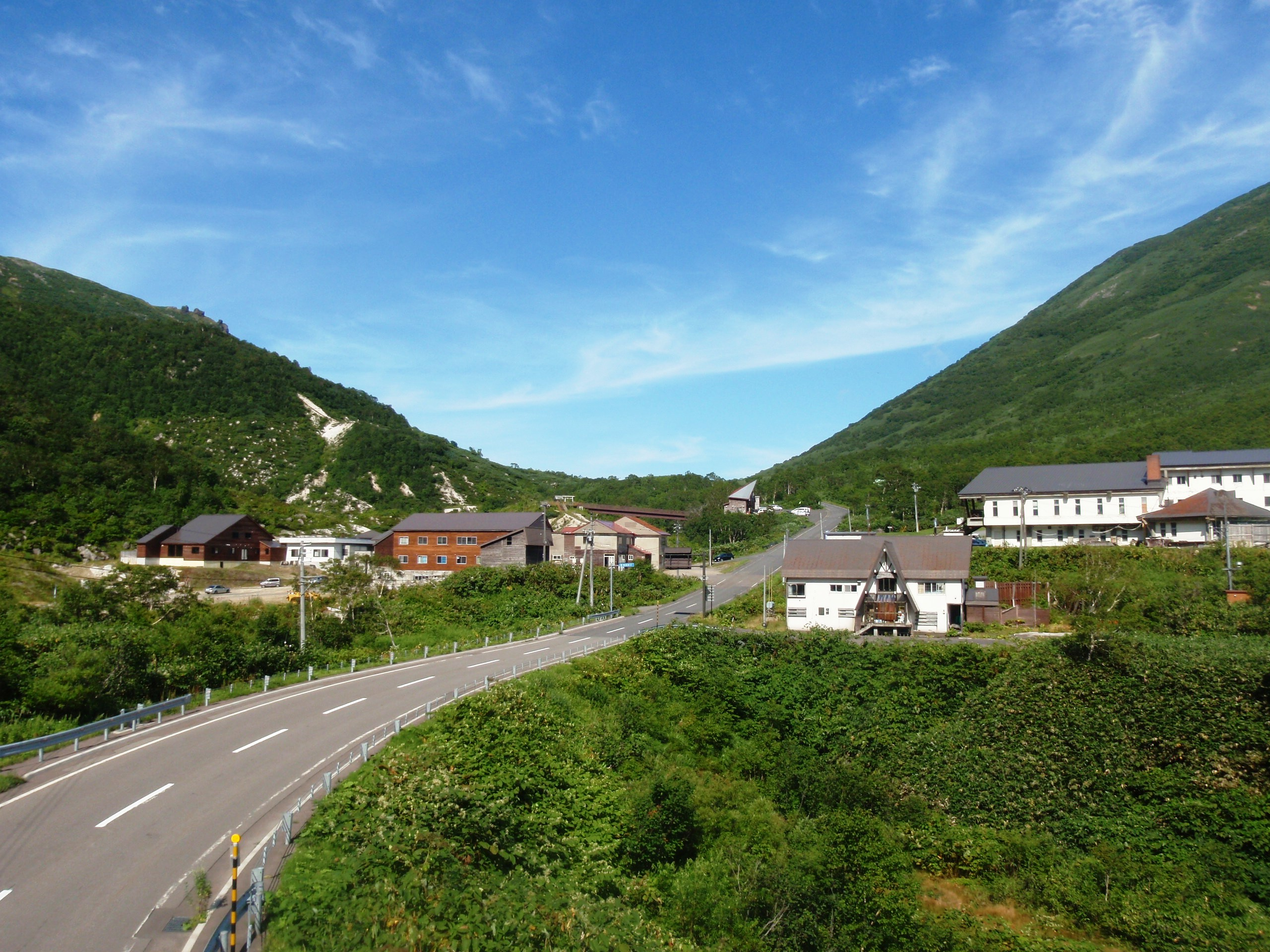
新雪谷五色溫泉（2011年8月）
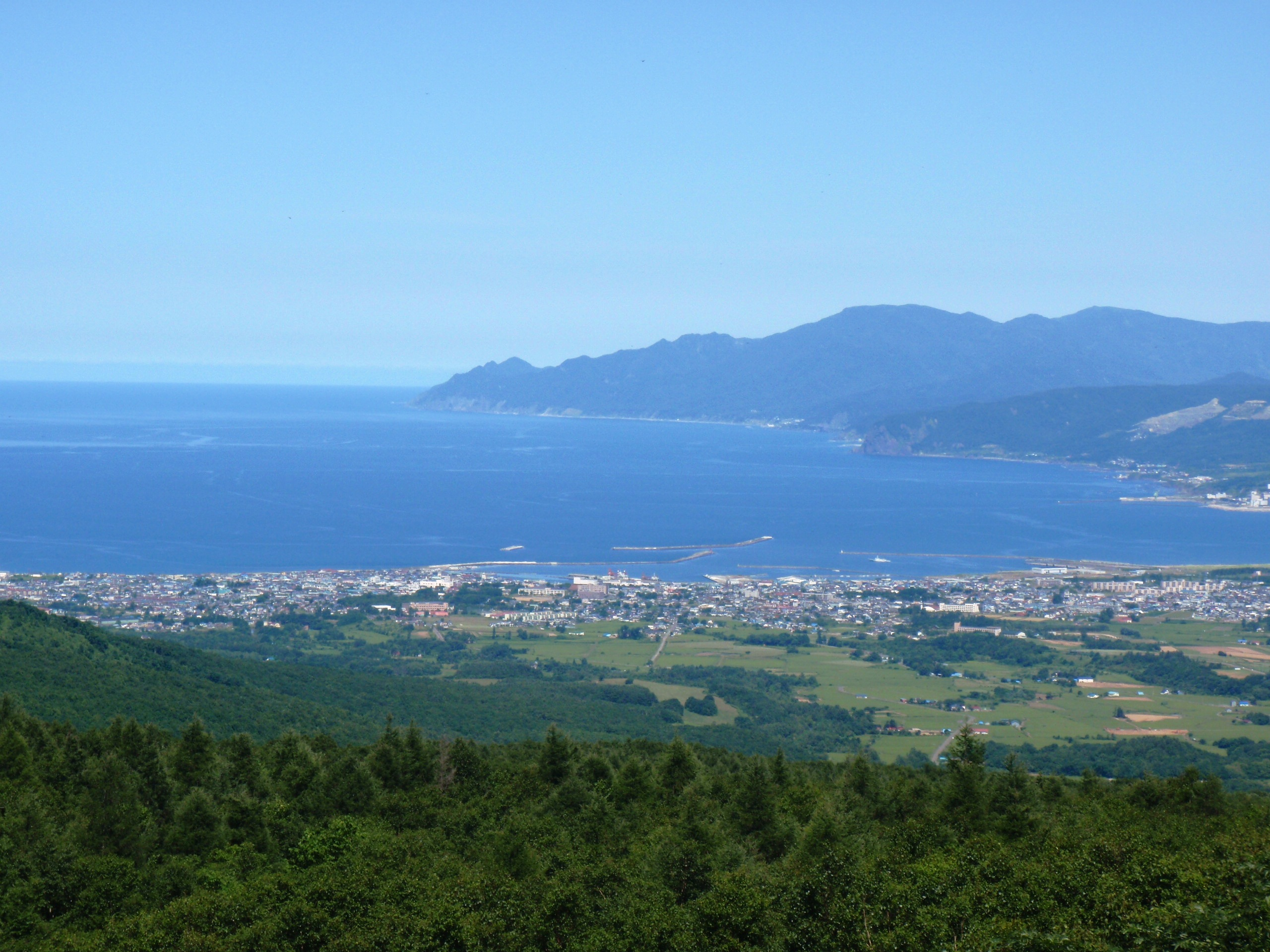
從新雪谷Panorama Line眺望岩內市區（2011年8月）

積丹·小樽海岸地區
- 辯天島
- 盃溫泉（日语：盃温泉）
- 西之河原（日语：西の河原）
- 神威岬[8]
- 積丹岬
- 島武意海岸（日语：島武意海岸）
- 黃金岬
- 蠟燭岩（日语：ローソク岩）
- 高島岬

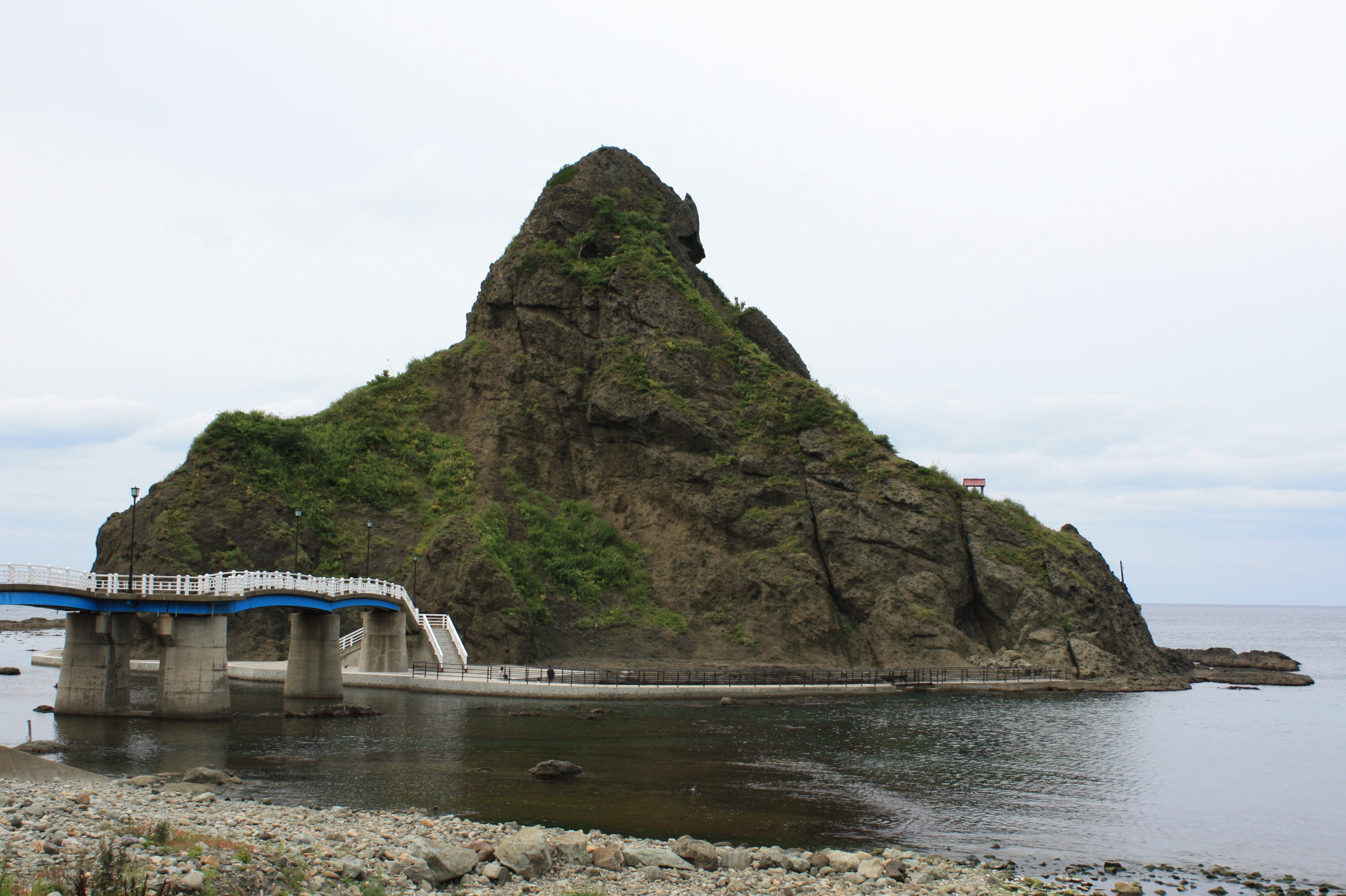
辯天島（2008年8月）
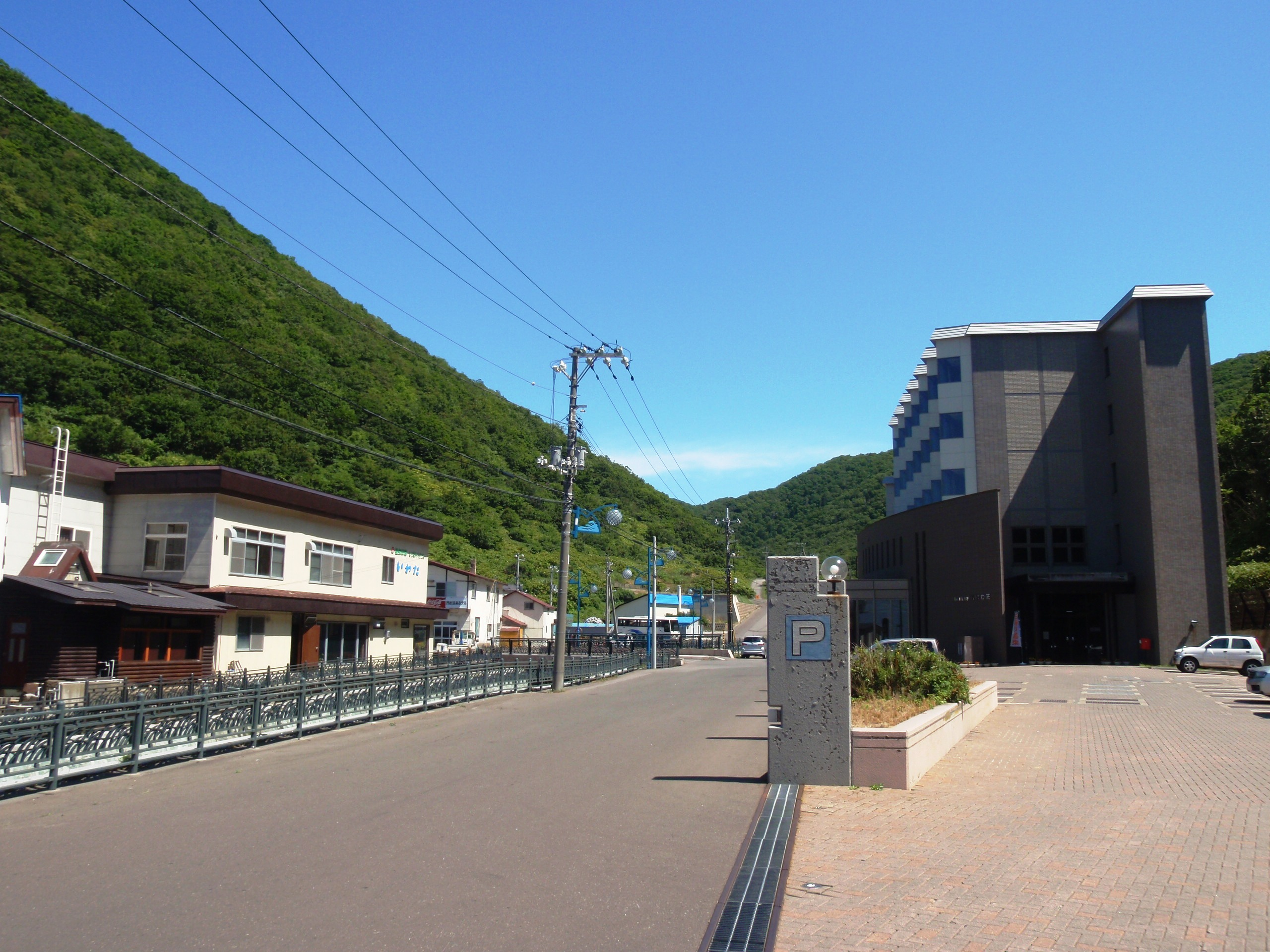
盃溫泉（2011年8月）
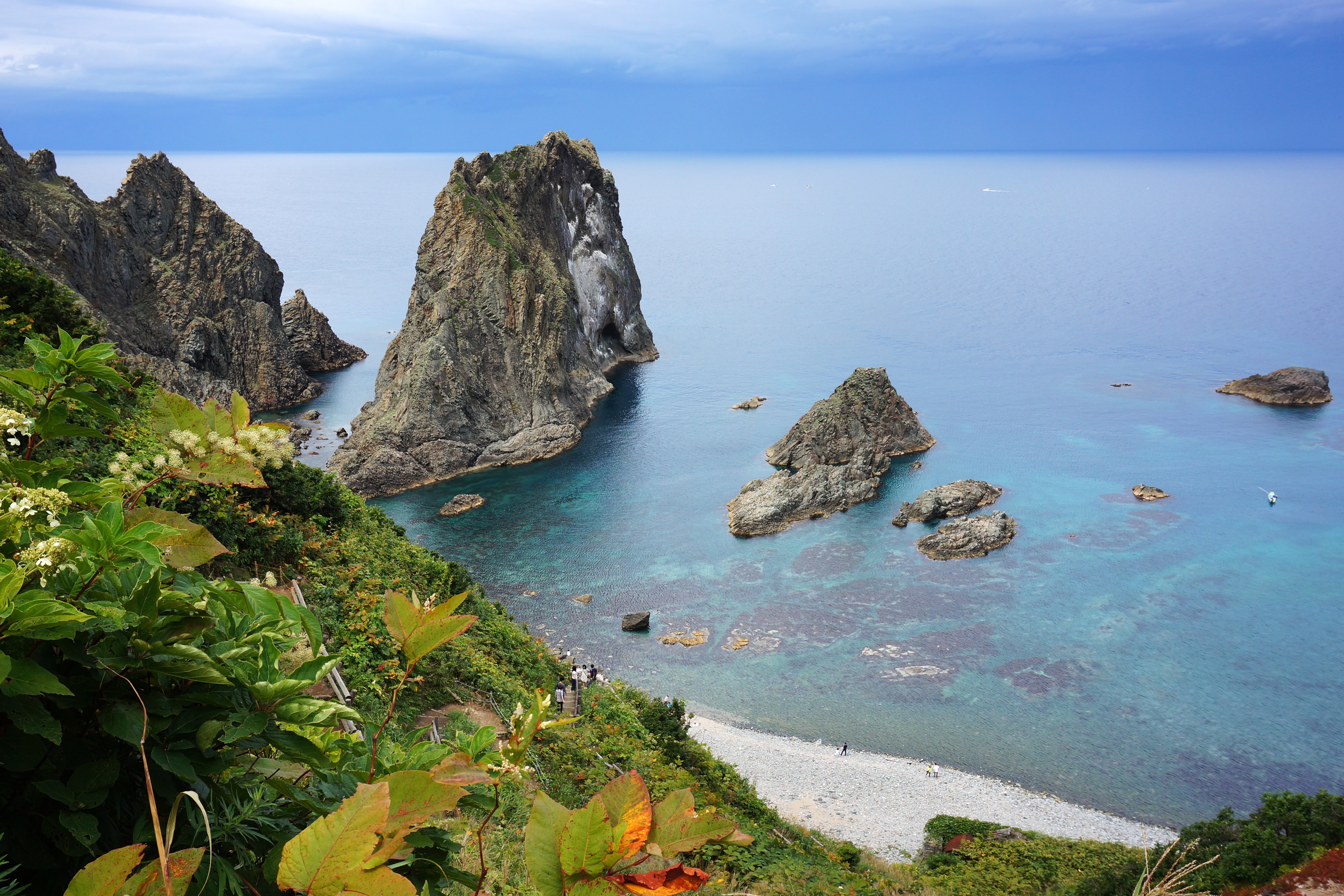
島武意海岸（2013年8月）
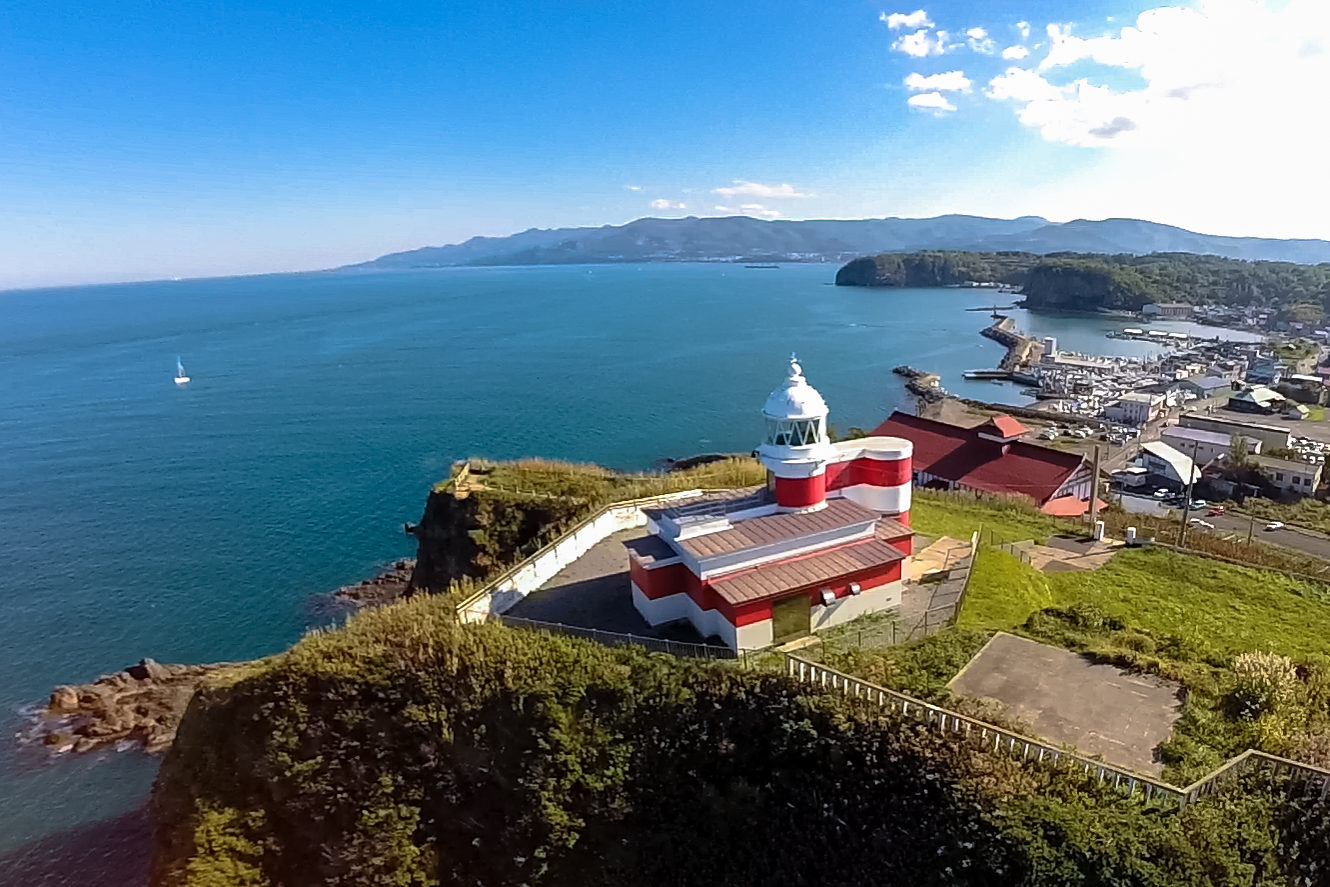
高島岬的日和山燈塔（2014年9月）

## 所屬市町村
- 後志支廳
  - 小樽市
  - 磯谷郡
    - 蘭越町

  - 虻田郡
    - 二世古町
    - 俱知安町

  - 岩內郡
    - 共和町
    - 岩內町

  - 古宇郡
    - 泊村
    - 神惠內村

  - 積丹郡
    - 積丹町

  - 古平郡
    - 古平町

  - 余市郡
    - 余市町

## 集團設施地區
| 地區名   | 面積    | 所在地             | 使用人數（人） |
| -------- | ------- | ------------------ | -------------- |
| 祝津     | 21.6ha  | 北海道小樽市       | 440,000        |
| 湯本溫泉 | 214.4ha | 北海道磯谷郡蘭越町 | 90,000         |

## 外部連結
- （日語）新雪谷積丹小樽海岸國定公園（页面存档备份，存于）